# Josep Porcar Museros
Josep Porcar Museros (Castellón de la Plana, 28 de julio de 1973) es un poeta valenciano, diseñador gráfico y periodista. Licenciado en Ciencias de la Información, ha trabajado de camarero, panadero, periodista, diseñador y jefe de preimpresión. Contra la corriente, su trayectoria laboral no lo ha llevado a especializarse en una sola disciplina profesional, sino a ensanchar su campo de acción creativa, relacionada siempre con el mundo de la comunicación.
Escribe el blog Salms y es editor del Blogs de Lletres, el primer hiperblog catalán de literatura en la red, Premi Lletra 2007 en la mejor página web sobre literatura catalana, «por la aplicación útil y efectiva de la tecnología a la difusión de todas las informaciones sobre literatura generadas por la comunidad bloguer y los medios de comunicación», según el jurado. Es un destacado creador de vídeo poesía: algunos de sus vídeo poemas han sido publicados en el portal Moving Poems.
Forma parte de "El Pont Cooperativa de Lletres", entidad que asocia los escritores y las escritoras de las comarcas norteñas del País Valenciano. 

## Obras
- Vint-i-dues mans de pintura, 1994 (Ediciones de la Guerra)
- Matèries encara, 1995 (Ed. Ayuntamiento de Manises)
- Crònica de l'ocupant, 1995 (Editorial 3y4)
- La culpa; De impura exspiratione; Sátiras y salmos, 1998  (Eliseu Climent)
- Els estius, 2008 (Ediciones 2.0 / Brosquil Ediciones)
- Diversos autors. La Catosfera literària 08: primera antologia de blogs en català, 2008 (Cossetània)
- Coautor de Tibar l'arc. Una mirada a la poesía valenciana actual, 2012 (Editorial Elige Libros)
- Llambreig, 2013. Edición de Ferran Bataller y Ana Lozano (Editorial Elige Libros)
- Nectari, 2016 (Edicions del Buc).

## Premios
- Premio Solsticio (Manises, 1995), por el libro Matèries encara.[6]
- Premio Miguel Hernández (Alicante, 1993), por el libro Vint-i-dues mans de pintura
- Pulse Señorío de Ausiàs March (Beniarjó, 1994), por el libro Crònica de l'ocupant
- Premio Vicent Andrés Estellés de poesía (Valencia, 1998), por el libro La culpa
- Premio Lletra 2007 en la mejor página web sobre literatura catalana por http://www.blocsdelletres.com/
- Premio de la Crítica de los Escritores Valencianos (2014), por el libro Llambreig[7]